# Pentney
Pentney is een civil parish in het Engelse graafschap Norfolk met 544 inwoners.

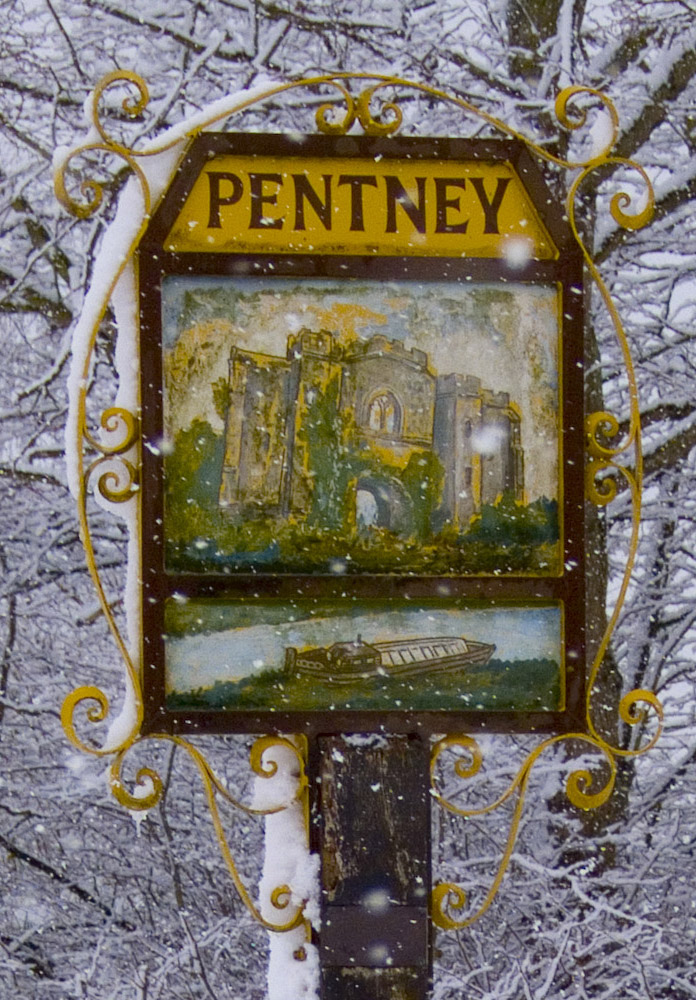
Pentney